# Star Trek: Raumschiff Voyager
Star Trek: Raumschiff Voyager ist die fünfte (als Realfilm vierte) im Star-Trek-Universum angesiedelte Fernsehserie. Sie wurde zwischen 1995 und 2001 in sieben Staffeln produziert. Die Serie handelt von der Reise der USS Voyager, die am anderen Ende der Galaxie gestrandet ist und sich durch unbekanntes Gebiet auf den Weg nach Hause macht.
Voyager war die erste Star-Trek-Serie mit einem weiblichen Captain in der Hauptrolle: Captain Kathryn Janeway. Voyager behandelte im Gegensatz zu Star Trek: Deep Space Nine wieder mehr Themen, die auch die früheren Star-Trek-Serien Raumschiff Enterprise und Raumschiff Enterprise: Das nächste Jahrhundert geprägt hatten, wie zum Beispiel die Entdeckung fremder Zivilisationen.

## Inhalt
| \| Staffel \| Sternzeit \| Jahr \| \| ------- \| ------------ \| --------- \| \| 1 \| 48XXX \| 2371 \| \| 2 \| 48XXX/ 49XXX \| 2371–2372 \| \| 3 \| 50XXX \| 2373 \| \| 4 \| 51XXX \| 2374 \| \| 5 \| 52XXX \| 2375 \| \| 6 \| 53XXX \| 2376 \| \| 7 \| 54XXX \| 2377–2378 \| Die erste, aus zwei Ziffern bestehende Zahl der Sternzeit erhöht sich pro Staffel bzw. Jahr um 1. |              |           |
| Staffel | Sternzeit    | Jahr      |
| 1 | 48XXX        | 2371      |
| 2 | 48XXX/ 49XXX | 2371–2372 |
| 3 | 50XXX        | 2373      |
| 4 | 51XXX        | 2374      |
| 5 | 52XXX        | 2375      |
| 6 | 53XXX        | 2376      |
| 7 | 54XXX        | 2377–2378 |

### Rahmenhandlung
Die Voyager wird im 24. Jahrhundert zusammen mit einem zweiten, feindlichen Raumschiff des Maquis von einem fremden Wesen in einen 70.000 Lichtjahre entfernt liegenden Bereich der Milchstraße, den Delta-Quadranten, verschlagen (→ siehe Hauptartikel: Der Fürsorger). In der Notlage arbeiten die beiden ehemals gegnerischen Crews zusammen, um den jahrelangen Weg zurück zur Erde anzutreten. Das wird u. a. dadurch erleichtert, dass einige Mitglieder der Maquis-Crew früher Mitglieder der Sternenflotte waren. So wird Chakotay, der ehemalige Captain des Maquis-Schiffes, der Erste Offizier der Voyager und damit Stellvertreter von Captain Janeway. Auch andere Maquis wie B’Elanna Torres erhalten führende Positionen innerhalb der Crew. Außerdem ist die Integration sinnvoll, da beim ungewollten Transport in den Delta-Quadranten einige Mannschaftsmitglieder, einschließlich des ursprünglichen Ersten Offiziers, des Leiters der Krankenstation und des Leiters des Maschinenraums, ums Leben kommen. Durch die Crew des zerstörten Maquis-Schiffes, teilweise während ihrer Sternenflotten-Zeit in ähnlichen Positionen aktiv, können diese Lücken zumindest teilweise geschlossen werden.
Im Verlauf der Heimreise muss die Voyager weite Strecken unbekannten Raums durchqueren und zahlreiche Gefahren überwinden. Dazu zählen etwa Auseinandersetzungen mit anderen Rassen, technische Probleme, Weltraum-Anomalien, Zeitreisen, moralische Dilemmas, Lebensmittel-Knappheit oder die Beschaffung von Rohstoffen. Die Crew muss dabei eine Strecke von etwa 70.000 Lichtjahren überwinden, was bei maximalem Warp ohne Unterbrechungen eine Reisedauer von etwa 70 Jahren bedeuten würde. Durch Forschungen im unbekannten Raum, dem eigentlichen Ziel eines Raumschiffs der Sternenflotte, sowie andere Unterbrechungen würde sich dieser Zeitraum zusätzlich verlängern. Allerdings gelingt es im Verlauf der sieben Jahre durch technische Entdeckungen, Weltraum-Anomalien und Eingriffe von Mitgliedern, größere Strecken in kurzer Zeit, beispielsweise zehn Lichtjahre in wenigen Sekunden, zu überwinden.
Die Crew des Raumschiffs wird immer wieder mit der Frage konfrontiert, wie sie auf dem Weg durch oft feindseliges Gebiet die ethischen Grundsätze und Vorschriften der Föderation befolgen kann, denen sie sich verpflichtet fühlt. Die Voyager verfügt nur über begrenzte Ressourcen, ist auf sich allein gestellt und während der ersten drei Staffeln von der üblichen Kommandokette und sonstigen Institutionen abgeschnitten. Erst ab der vierten Staffel gelingt es der Voyager kurzzeitig, über das Netzwerk einer anderen Rasse, Kontakt zur Sternenflotte und damit zur Föderation herzustellen. Ab der sechsten Staffel gelingt es durch neue Technologien, einen regelmäßigen Austausch zwischen dem Hauptquartier der Sternenflotte und der Voyager zu etablieren. Captain Janeway muss sich immer wieder zwischen einer schnelleren Heimreise und der Beachtung moralischer Grundsätze entscheiden. Nach sieben Jahren gelingt der Voyager und ihrer Crew die Rückkehr zur Erde.
Während der Reise muss die Besatzung der Voyager wiederholt um ihr Überleben kämpfen, beispielsweise gegen fremde Rassen wie die Kazon, die Vidiianer, die Borg, die Hirogen oder Spezies 8472. Allerdings nimmt die Mannschaft auch mehrere Mitglieder fremder Spezies auf, darunter die ehemalige Borgdrohne Seven Of Nine, die im Verlauf der Serie wieder zu ihrer Identität als Mensch zurückfindet, den Talaxianer Neelix und die Ocampa Kes. Die Frage der Entwicklung künstlicher Intelligenz und der menschlichen Identität wird auch in einer weiteren Figur thematisiert: Das Medizinisch-Holografische Notfallprogramm (MHN) des Raumschiffs (die Computerprojektion eines Arztes) gewinnt im Verlauf der Serie immer mehr Eigenständigkeit und entwickelt sich so von der programmierten Kunstfigur zu einem individuellen Wesen mit eigenständigem Bewusstsein. Durch die Hologramm-Technologie anfangs auf die Krankenstation sowie die Holodecks beschränkt, gelingt es in der dritten Staffel durch eine Zeitreise, einen mobilen Holoemitter aus dem 29. Jahrhundert (fünf Jahrhunderte in der Zukunft) zu erhalten, sodass sich das MHN fortan frei auf dem Schiff, aber auch überall sonst bewegen kann.
Die USS Voyager, ein Raumschiff der Intrepid-Klasse, ist ein modernes, mittelgroßes Langstreckenforschungsschiff mit einem schnellen Warp-Antrieb (Warp 9,975). In verschiedenen Episoden wird eine unterschiedlich große Besatzung von bis zu 152 Personen angegeben. Es ist zur Landung auf Planeten fähig (in der Originalserie der 1960er-Jahre hatte man das Beamen, d. h. Teleportieren, auch deswegen erfunden, um zeit- und kostenaufwendige Landeszenen des Raumschiffs auf Planetenoberflächen zu vermeiden; mit der Entwicklung verbesserter Computeranimationen in den 1990er Jahren waren die Kosten kein Thema mehr). Das Raumschiff verfügt auch über organische Computerelemente, im Technobabble als „bioneurale Gelpacks“ bezeichnet, und wird im Laufe der Serie technologisch mit neuen Erkenntnissen anderer Spezies verbessert.

### Wiederkehrende Spezies im Delta-Quadranten
- Borg – Maschinen-Humanoiden-Hybriden, die fremde Spezies durch Assimilation in das Borg-Kollektiv integrieren.
- Hirogen – Das Jagen anderer Spezies ist für sie eine ehrenvolle Pflichterfüllung.
- Ocampa – Spezies, deren Vertreter sehr kurzlebig (ca. 9 Jahre) sind und telepathische und telekinetische Fähigkeiten besitzen
- Kazon – in Sekten unterteilt.
- Spezies 8472 – Lebensform aus dem Flüssigraum (andere Dimension, nicht im Delta-Quadranten beheimatet), eine Spezies, die den Borg ebenbürtig ist.
- Vidiianer – Organjäger; wegen eines Lepra-ähnlichen Virus (der sogenannten „Fresszelle“) brauchen sie ständig neues Gewebe.
- Talaxianer – Sammler und Händler, vergleichbar mit Ferengi, jedoch weniger aufdringlich und hinterhältig.
- Malon – ein Volk, dessen Planet Malon Prime in Erzählungen als Paradies dargestellt wird. Dies wird jedoch nur dadurch erreicht, dass ein Großteil ihrer Wirtschaft mit der Müllbeseitigung beschäftigt ist, um ihren hohen Lebensstandard zu halten.
- Q – nahezu omnipotente Wesen, welche sich aus einer uralten Spezies entwickelten und über die Jahrtausende extreme körperliche sowie geistige Kräfte ausbildeten.

## Entstehungshintergrund
1996 entstand anlässlich des 30. Geburtstages von Star Trek die Jubiläumsfolge „Tuvoks Flashback“, in der es Janeway und Tuvok per Gedankenverschmelzung zu den Ereignissen am Beginn des Films Star Trek VI: Das unentdeckte Land verschlägt.
Unter den insgesamt 31 Regisseuren war David Livingston mit 28 Episoden der am häufigsten eingesetzte. Wichtige Autoren der Serie waren Brannon Braga und Lisa Klink.

## Verwendung realer Bilder aus dem Weltall
Viele der in der Serie gezeigten fiktiven astronomischen Phänomene sind nicht am Computer generiert, sondern beruhen auf Aufnahmen entfernter Objekte durch das Hubble-Teleskop. Eine Mitarbeiterin des Space Telescope Science Institute der NASA, Inge Heyer, stellte dem Special Effects Team aktuelle Bilder zur Verfügung.

## Besetzung und Synchronisation
Für die Rolle von Captain Janeway war zunächst Geneviève Bujold vorgesehen, welche jedoch bereits nach einem Tag kündigte und wenig später durch Kate Mulgrew ersetzt wurde. Die Rolle wurde von Nicole Janeway in Kathryn Janeway umbenannt. Sämtliche bis dahin für den Pilotfilm entstandenen Szenen, in denen Bujold mitgespielt hatte, mussten daraufhin neu gedreht werden.
Alice Krige, Robert Picardo, Dwight Schultz und Ethan Phillips tauchen alle im Kinofilm Star Trek: Der erste Kontakt und im Finale der Serie „Endspiel“ auf. Bis auf Ethan Phillips spielen alle ihre Rollen aus dem Film (Borg-Königin, MHN und Barclay).
Nur drei der Hauptdarsteller traten in allen 172 Folgen auf: Kate Mulgrew, Robert Beltran und Robert Duncan McNeill.
Roxann Dawson (B’Elanna Torres) wurde während der Dreharbeiten der vierten Staffel schwanger, weshalb B’Elanna, zur Kaschierung des Bauches, über mehrere Folgen einen Umhang trägt. Lediglich im Zweiteiler „Das Tötungsspiel“ ist die Schwangerschaft in die Geschichte eingebaut worden und somit sichtbar.
Zum Ende der dritten Staffel stand fest, dass ein Hauptdarsteller (letztendlich traf es Jennifer Lien) das Feld räumen musste, um Seven of Nine Platz zu schaffen. Zur Debatte stand neben dem Charakter der Kes auch Harry Kim, weshalb er in „Skorpion, Teil I“ auch sterbend auf der Krankenstation „in die Sommerpause geschickt wird“.
König Abdullah II., damals Kronprinz von Jordanien und Star-Trek-Fan, hatte 1996 in der Folge „Der Verräter“ (Staffel 2, Episode 20) einen Cameo-Auftritt (bei Minute 2:38) als Statist.

Die Hauptdarsteller
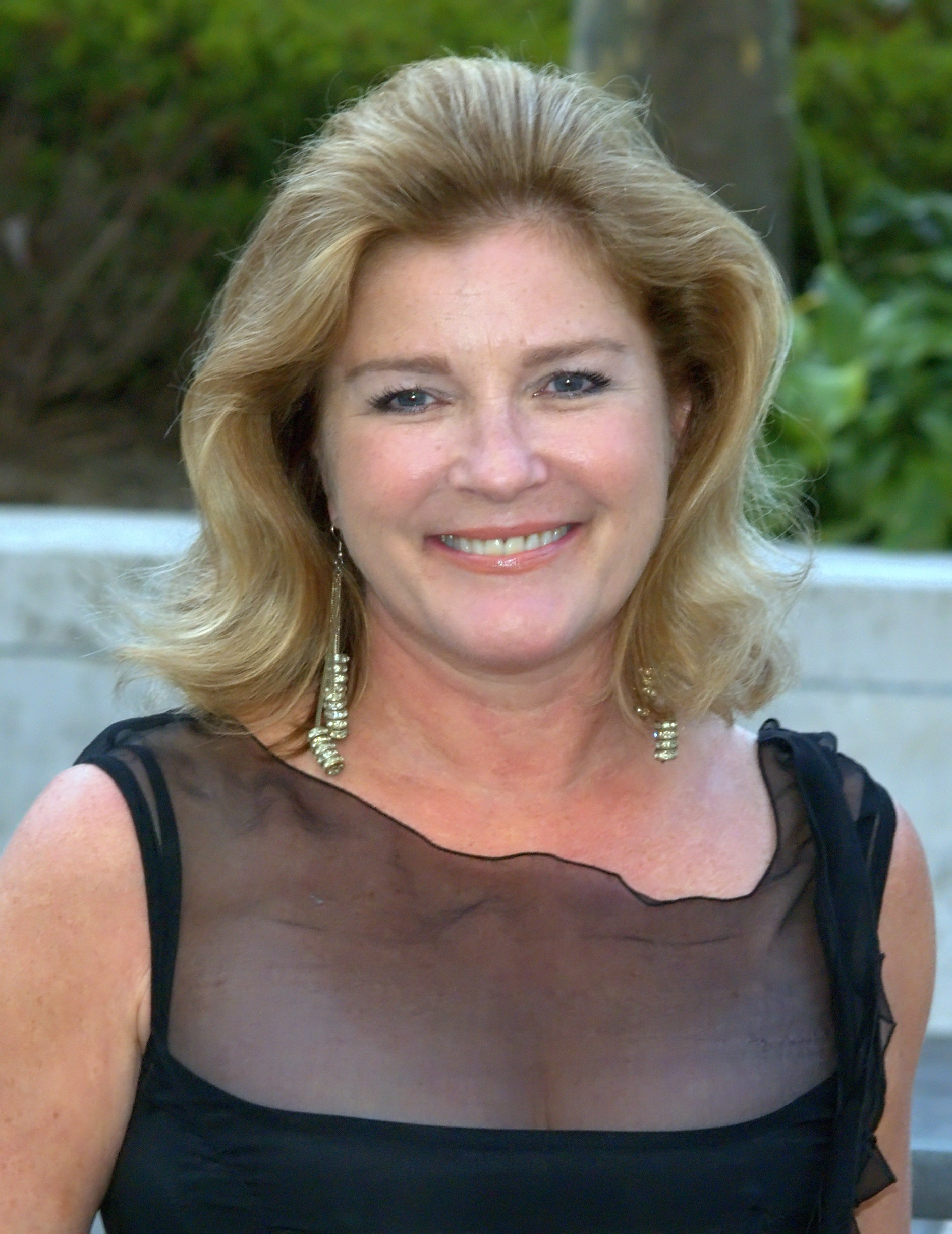
Kate Mulgrew, Darstellerin von Kathryn Janeway
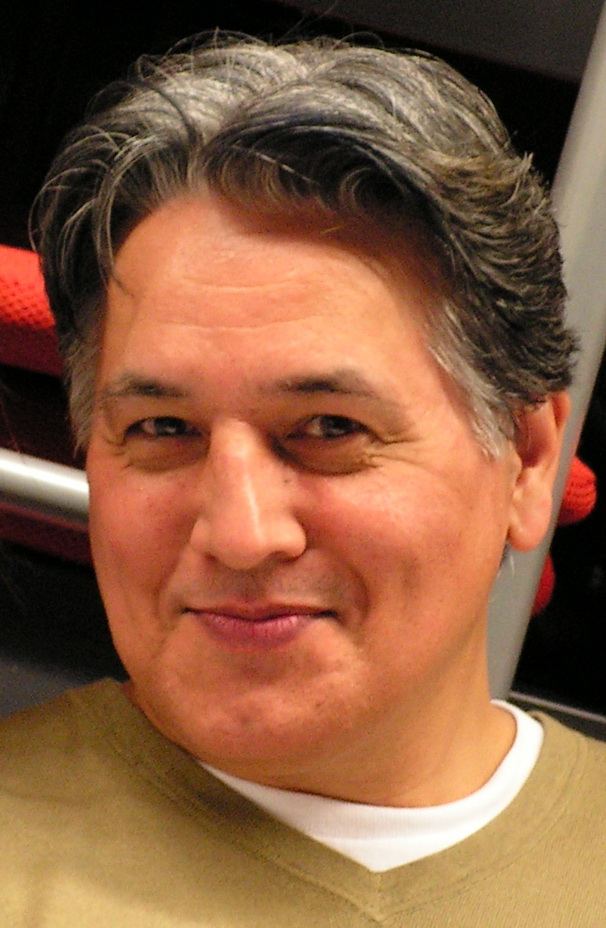
Robert Beltran, Darsteller von Chakotay
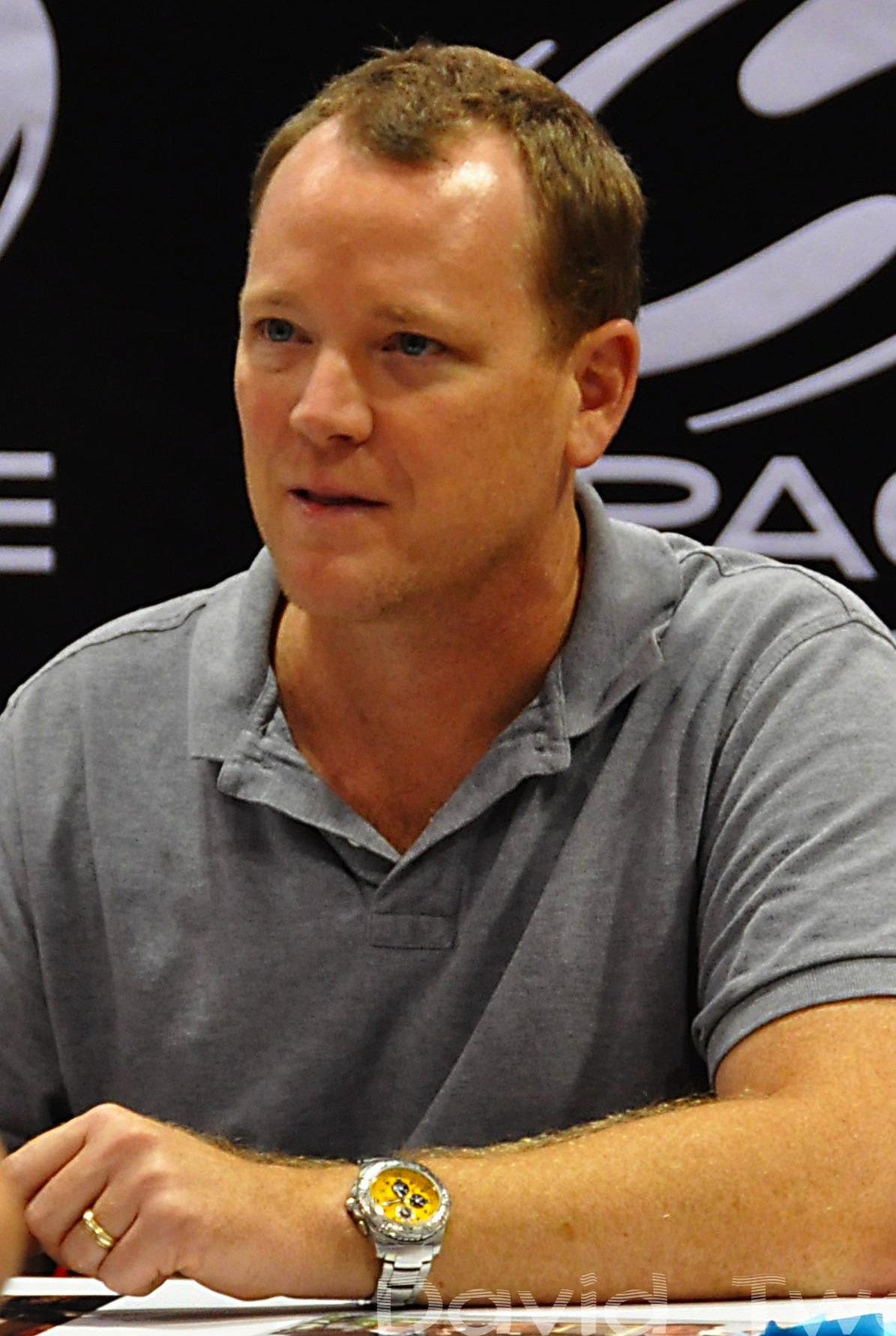
Robert Duncan McNeill, Darsteller von Tom Paris
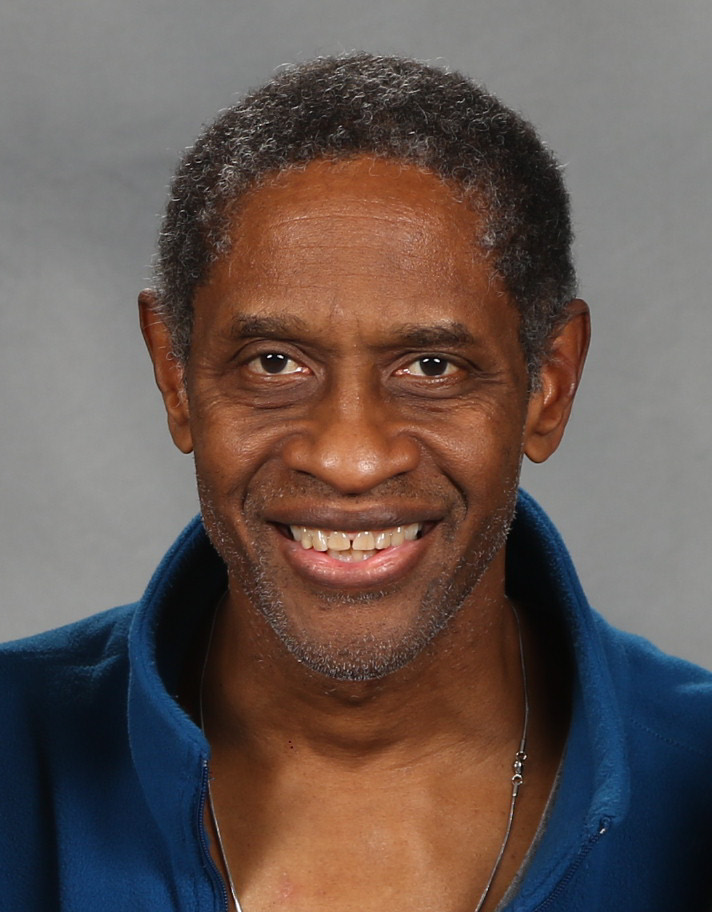
Tim Russ, Darsteller von Tuvok
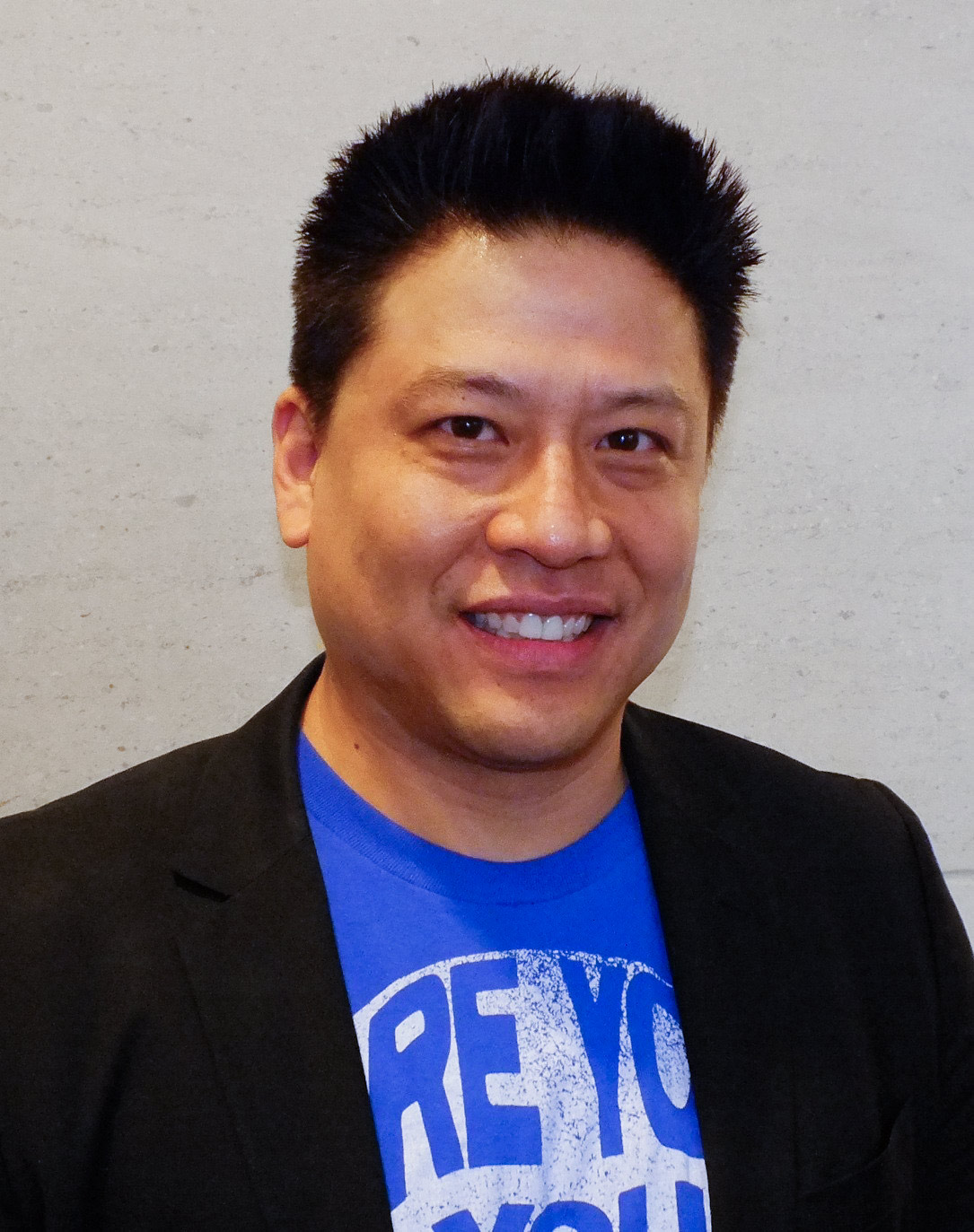
Garrett Wang, Darsteller von Harry Kim
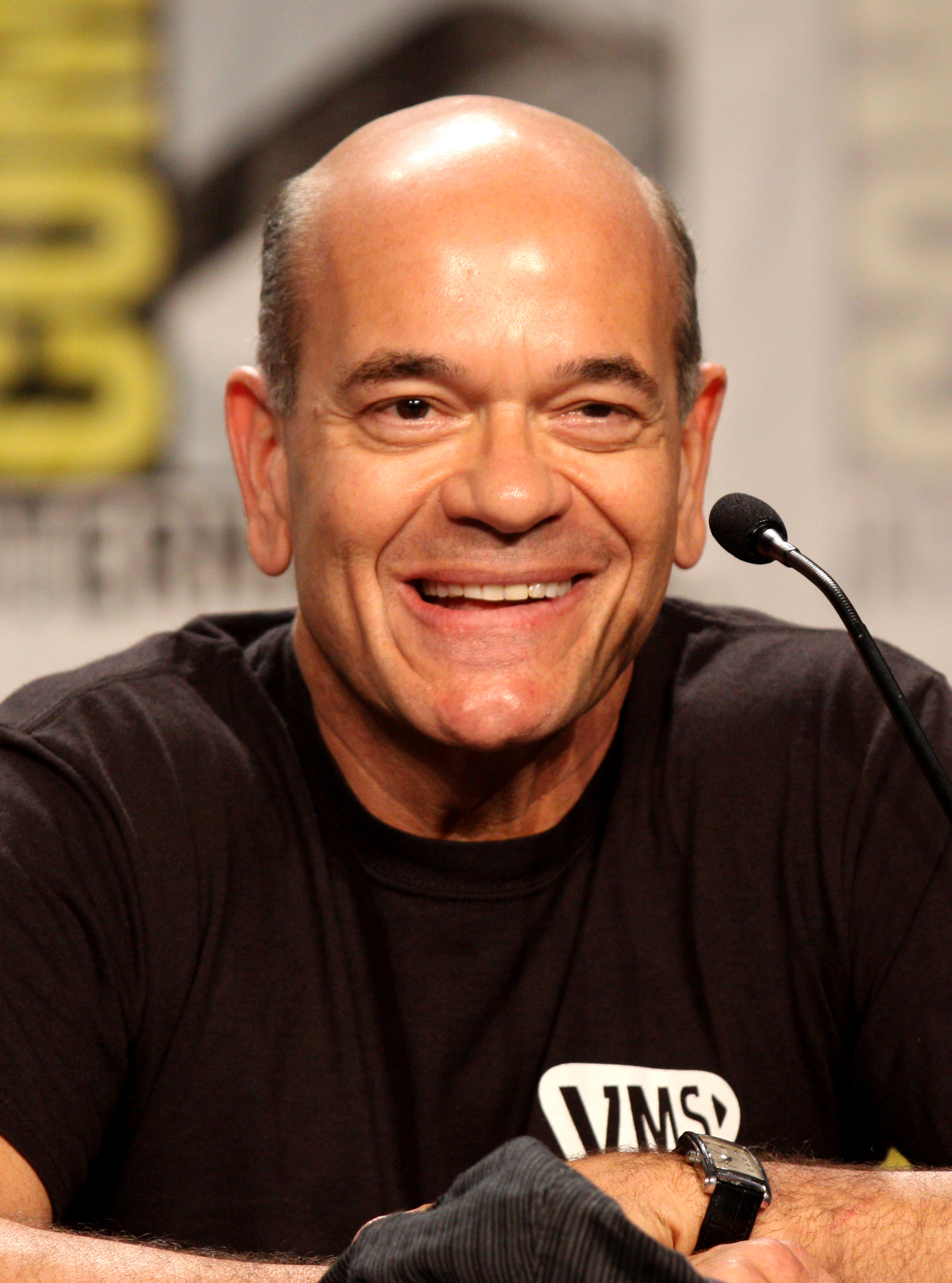
Robert Picardo, Darsteller des Doktors
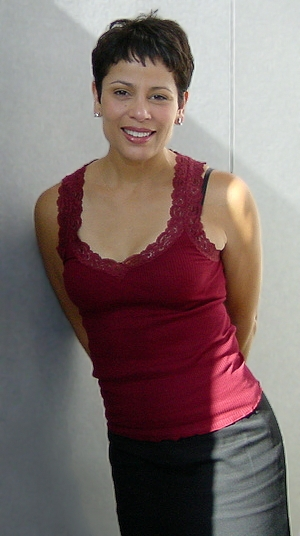
Roxann Dawson, Darstellerin von B’Elanna Torres
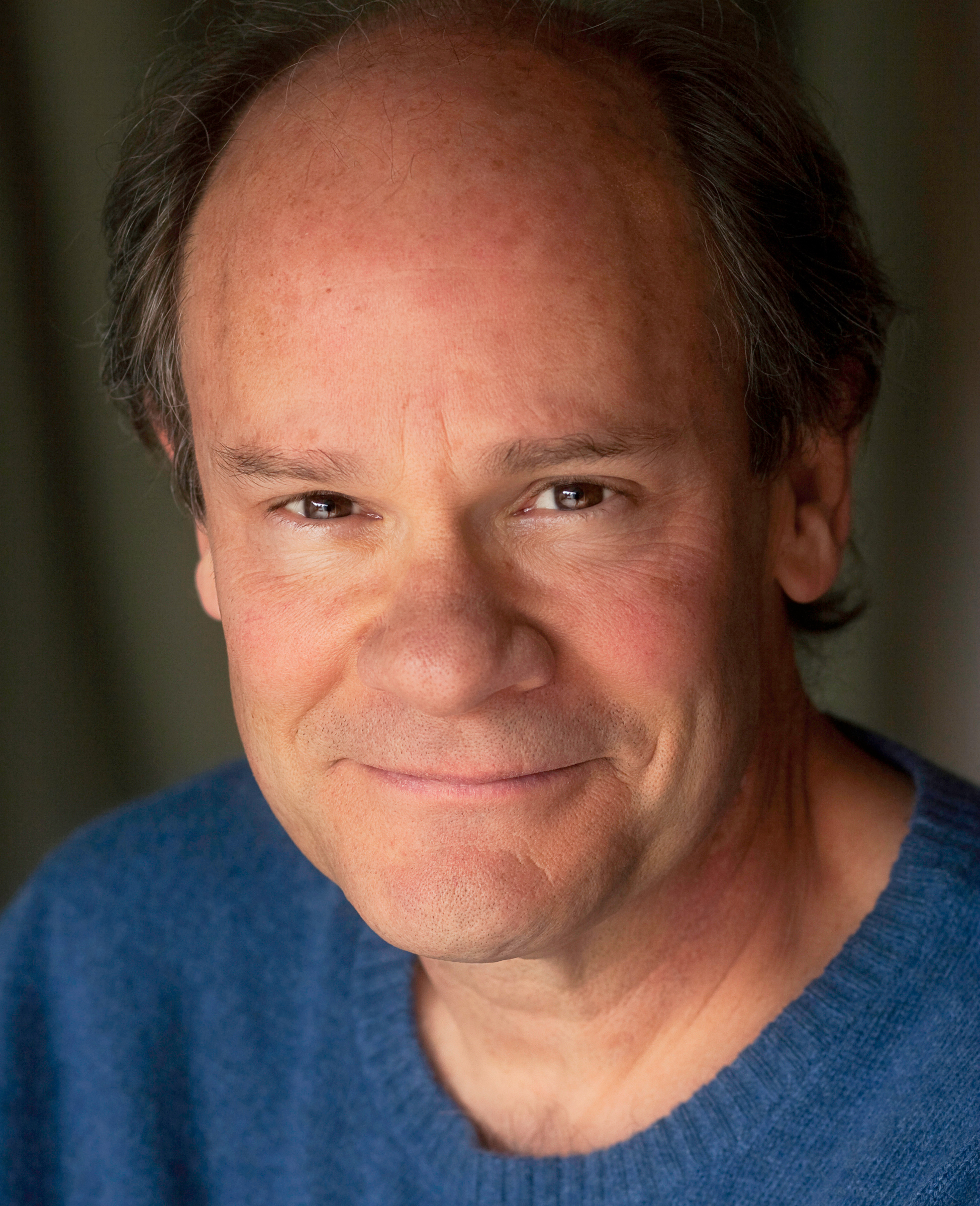
Ethan Phillips, Darsteller von Neelix
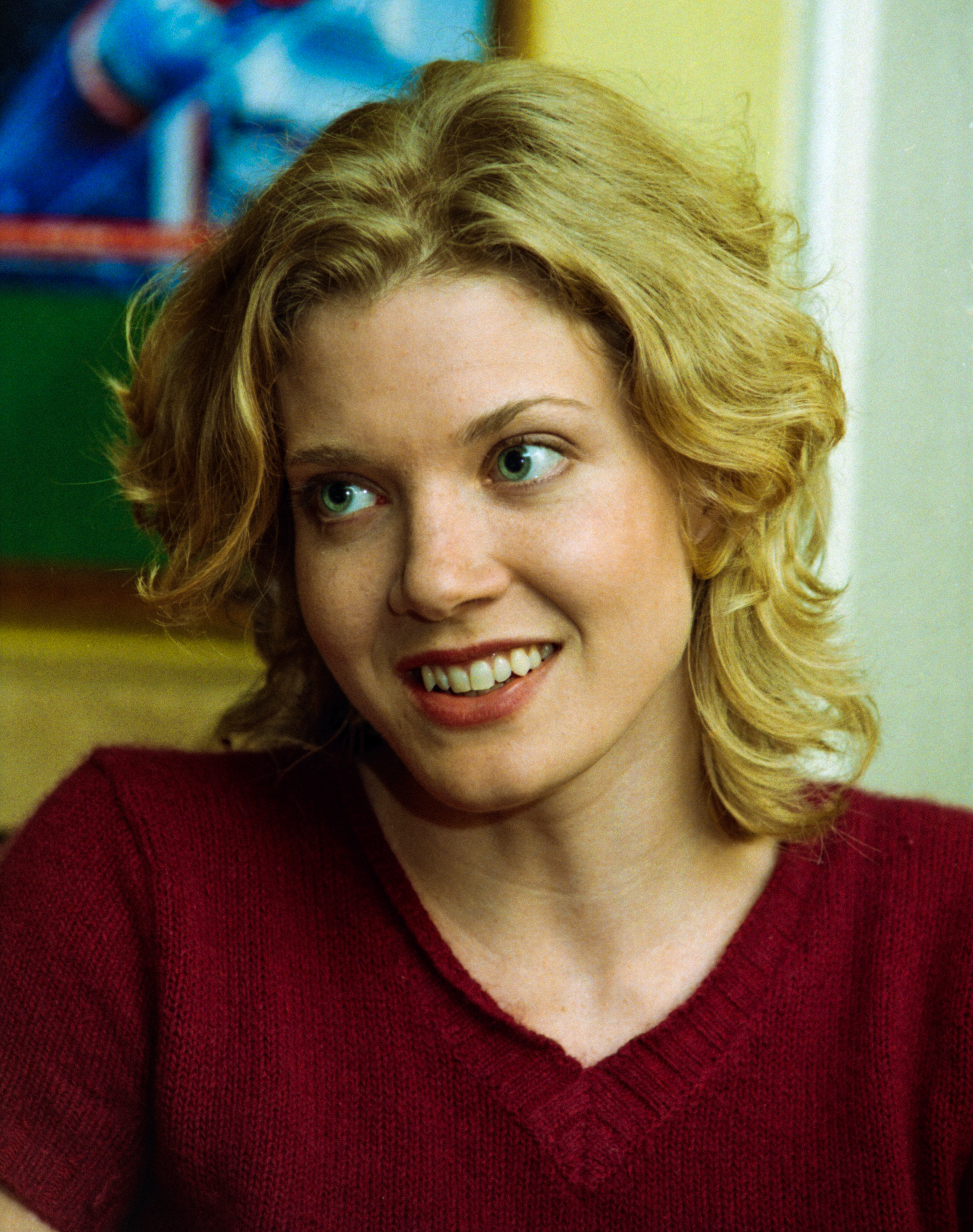
Jennifer Lien, Darstellerin von Kes
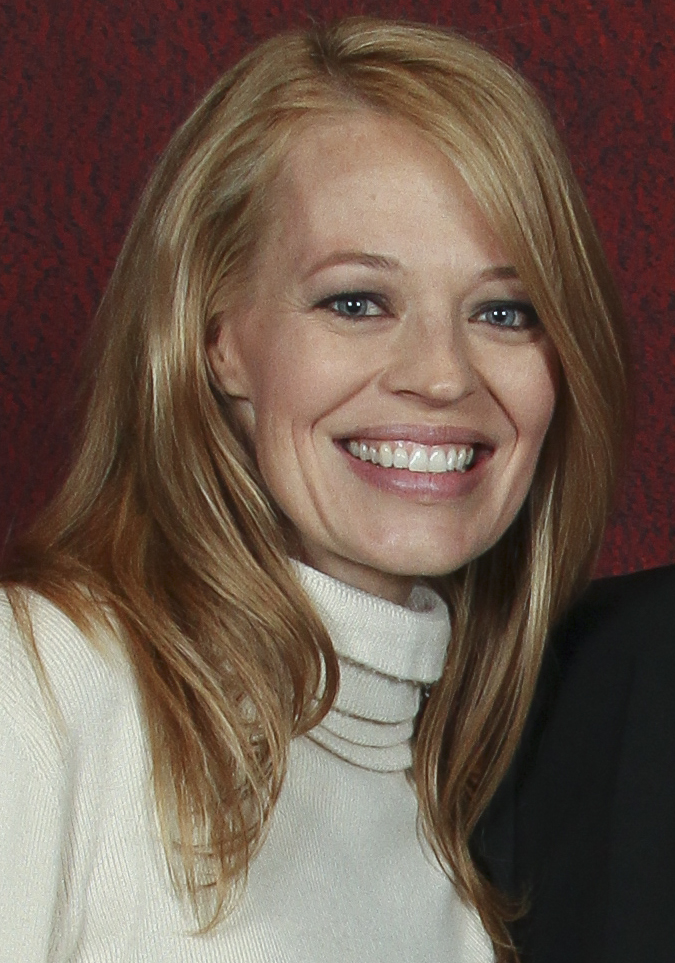
Jeri Ryan, Darstellerin von Seven of Nine

| Die Tabelle nennt die Schauspieler, ihre Rollennamen, ihre Zugehörigkeit zur Hauptbesetzung (●) bzw. zu den Neben- und Gastdarstellern (•) je Staffel, die Gesamtanzahl der Episoden mit Auftritten und ihre deutschen Synchronsprecher. \| \| \| \| \| Staffel \| Staffel \| Staffel \| Staffel \| Staffel \| Staffel \| Staffel \| \| \| \| Schauspieler \| Rollenname \| Rollenbeschreibung \| Spezies \| 1 \| 2 \| 3 \| 4 \| 5 \| 6 \| 7 \| Anzahl[A 2][A 3] \| Deutscher Synchronsprecher[2] \| \| --------------------- \| ------------------------------------- \| ------------------------------------------------------------------------------------ \| ---------------------------- \| ------- \| ------- \| ------- \| ------- \| ------- \| ------- \| ------- \| ---------------- \| --------------------------------------------------------------------------------------------------------------------------------------------------------- \| \| Kate Mulgrew \| Captain Kathryn Janeway \| Captain der USS Voyager \| Mensch \| ● \| ● \| ● \| ● \| ● \| ● \| ● \| 172 \| Gertie Honeck \| \| Robert Beltran \| Commander Chakotay \| Erster Offizier der USS Voyager, zuvor Mitglied des Maquis \| Mensch \| ● \| ● \| ● \| ● \| ● \| ● \| ● \| 172 \| Frank-Otto Schenk \| \| Robert Duncan McNeill \| Lieutenant Tom Paris \| Steuermann der USS Voyager \| Mensch \| ● \| ● \| ● \| ● \| ● \| ● \| ● \| 172 \| Tom Vogt (Staffel 1–4), Erich Räuker (Staffel 5–7) \| \| Tim Russ \| Lieutenant Commander Tuvok \| Zweiter Offizier, Taktischer Offizier und Sicherheitsoffizier der USS Voyager \| Vulkanier \| ● \| ● \| ● \| ● \| ● \| ● \| ● \| 170 \| Christian Toberentz \| \| Garrett Wang \| Fähnrich Harry Kim \| Einsatzoffizier der USS Voyager \| Mensch \| ● \| ● \| ● \| ● \| ● \| ● \| ● \| 170 \| Michael Iwannek \| \| Robert Picardo \| Der Doktor \| Medizinisch-Holografisches Notfallprogramm (MHN) der USS Voyager \| Hologramm \| ● \| ● \| ● \| ● \| ● \| ● \| ● \| 169 \| Stefan Staudinger \| \| Robert Picardo \| Dr. Lewis Zimmerman \| Ingenieur der Sternenflotte, Erfinder des MHN \| Mensch \| \| • \| • \| \| \| • \| \| 03 \| Stefan Staudinger \| \| Roxann Dawson \| Lieutenant B’Elanna Torres \| Chefingenieurin der USS Voyager, zuvor Mitglied des Maquis \| Mensch/Klingonin \| ● \| ● \| ● \| ● \| ● \| ● \| ● \| 166 \| Arianne Borbach \| \| Ethan Phillips \| Neelix \| Schiffskoch und Moraloffizier der USS Voyager \| Talaxianer \| ● \| ● \| ● \| ● \| ● \| ● \| ● \| 163 \| Michael Tietz \| \| Jennifer Lien \| Kes \| Krankenschwester der USS Voyager \| Ocampa \| ● \| ● \| ● \| • \| \| • \| \| 071 \| Diana Borgwardt \| \| Jeri Ryan \| Seven of Nine \| aus dem Borg-Kollektiv befreites Besatzungsmitglied der USS Voyager \| Mensch/Borg \| \| \| \| ● \| ● \| ● \| ● \| 102 \| Anke Reitzenstein \| \| Tarik Ergin \| Lieutenant Ayala \| Besatzungsmitglied der USS Voyager, zuvor Mitglied des Maquis \| Mensch \| • \| • \| • \| • \| • \| • \| • \| 120 \| Uwe Jellinek (Folge 46, 141 & 170), Ulrich Johannson (Folge 70) \| \| Majel Barrett \| Computerstimme \| \| \| • \| • \| • \| • \| • \| • \| • \| 103 \| Elvira Schuster (Staffel 1–2), Margot Rothweiler (Staffel 2–7), Heidi Weigelt (Staffel 3) \| \| Martha Hackett \| Fähnrich Seska \| Besatzungsmitglied der USS Voyager, zuvor cardassianische Agentin im Maquis \| „Bajoranerin“/Cardassianerin \| • \| • \| • \| \| \| \| • \| 013 \| Mo Asumang \| \| Anthony De Longis \| Maje Culluh \| Anführer der Kazon-Nistrim \| Kazon \| • \| • \| • \| \| \| \| \| 05 \| Dieter Memel \| \| Josh Clark \| Lieutenant Joseph Carey \| Ingenieur an Bord der USS Voyager \| Mensch \| • \| \| \| \| • \| • \| • \| 07 \| Andreas Conrad (Staffel 1, Pilotfolge), Michael Christian (Staffel 1), Walter Alich (Staffel 5), Ulrich Johannson (Staffel 6), Oliver Siebeck (Staffel 7) \| \| Brian Markinson \| Lieutenant Peter Durst \| Sicherheitsoffizier an Bord der USS Voyager \| Mensch \| • \| \| \| \| \| \| \| 02 \| Ulrich Johannson \| \| unbekannter Säugling \| Naomi Wildman \| Besatzungsmitglied der USS Voyager \| Mensch/Ktarianerin \| \| • \| • \| \| \| \| \| 02 \| \| \| Brooke Stephens \| Naomi Wildman \| Besatzungsmitglied der USS Voyager \| Mensch/Ktarianerin \| \| \| \| • \| \| \| \| 02 \| Jill Böttcher \| \| Scarlett Pomers \| Naomi Wildman \| Besatzungsmitglied der USS Voyager \| Mensch/Ktarianerin \| \| \| \| \| • \| • \| • \| 017 \| Jill Böttcher \| \| Vanessa Branch \| Naomi Wildman \| Besatzungsmitglied der USS Voyager \| Mensch/Ktarianerin \| \| \| \| \| \| \| • \| 01 \| Gundi Eberhard \| \| Nancy Hower \| Fähnrich Samantha Wildman \| Wissenschaftsoffizierin an Bord der USS Voyager \| Mensch \| \| • \| • \| • \| • \| • \| \| 08 \| Andrea Großmann \| \| Simon Billig \| Fähnrich Hogan \| Besatzungsmitglied der USS Voyager, zuvor Mitglied des Maquis \| Mensch \| \| • \| • \| \| \| \| \| 07 \| Ulrich Johannson \| \| Raphael Sbarge \| Crewman Michael Jonas \| Besatzungsmitglied der USS Voyager, zuvor Mitglied des Maquis \| Mensch \| \| • \| • \| \| \| \| \| 06 \| Gunnar Helm \| \| Brad Dourif \| Fähnrich Lon Suder \| Besatzungsmitglied der USS Voyager, zuvor Mitglied des Maquis \| Betazoid \| \| • \| • \| \| \| \| \| 03 \| Berno von Cramm \| \| John de Lancie \| Q \| allmächtiges Wesen \| Q \| \| • \| • \| \| \| \| • \| 03 \| Hans-Werner Bussinger \| \| Dwight Schultz \| Lieutenant Commander Reginald Barclay \| Ingenieur der Sternenflotte im Alpha-Quadranten \| Mensch \| \| • \| \| \| \| • \| • \| 07 \| Florian Krüger-Shantin \| \| Warren Munson \| Admiral Owen Paris \| Admiral der Sternenflotte, Vater von Tom Paris \| Mensch \| \| • \| \| \| • \| \| \| 02 \| Andreas Hanft (Folge 24), Alex Lutter (Folge 103) \| \| Richard Herd \| Admiral Owen Paris \| Admiral der Sternenflotte, Vater von Tom Paris \| Mensch \| \| \| \| \| \| • \| • \| 04 \| Gerhard Paul \| \| Alexander Enberg \| Fähnrich Vorik \| Ingenieur an Bord der USS Voyager \| Vulkanier \| \| \| • \| • \| • \| \| • \| 08 \| Thomas Nero Wolff \| \| Allan G. Royal \| Captain Braxton \| Offizier der Sternenflotte, Zeitreisender aus dem 29. Jahrhundert \| Mensch \| \| \| • \| \| \| \| \| 02 \| Victor Deiß \| \| Bruce McGill \| Captain Braxton \| Offizier der Sternenflotte, Zeitreisender aus dem 29. Jahrhundert \| Mensch \| \| \| \| \| • \| \| \| 01 \| Victor Deiß \| \| Susanna Thompson \| Borg-Königin \| Königin des Borg-Kollektivs \| Borg \| \| \| \| \| • \| • \| • \| 04 \| Katja Nottke \| \| Alice Krige \| Borg-Königin \| Königin des Borg-Kollektivs \| Borg \| \| \| \| \| \| \| • \| 02 \| Katja Nottke \| \| Martin Rayner \| Dr. Chaotica \| Holodeck-Romanfigur, Antagonist von Arachnia \| Hologramm \| \| \| \| \| • \| \| • \| 03 \| Bernd Schramm \| \| Manu Intiraymi \| Icheb \| aus dem Borg-Kollektiv befreites Besatzungsmitglied der USS Voyager \| Borg/Brunali \| \| \| \| \| \| • \| • \| 011 \| Sebastian Schulz \| \| Kurt Wetherill \| Azan \| aus dem Borg-Kollektiv befreites Besatzungsmitglied der USS Voyager, Bruder von Rebi \| Borg/Wysanti \| \| \| \| \| \| • \| • \| 06 \| Fabian Hollwitz \| \| Cody Wetherill \| Rebi \| aus dem Borg-Kollektiv befreites Besatzungsmitglied der USS Voyager, Bruder von Azan \| Borg/Wysanti \| \| \| \| \| \| • \| • \| 06 \| Fabian Hollwitz \| \| Marley McClean \| Mezoti \| aus dem Borg-Kollektiv befreites Besatzungsmitglied der USS Voyager \| Borg/Norcadianerin \| \| \| \| \| \| • \| • \| 05 \| Esra Vural \| \| Marina Sirtis \| Counselor Deanna Troi \| Counselor der USS Enterprise NCC-1701 E \| Mensch/Betazoidin \| \| \| \| \| \| • \| • \| 03 \| Ulrike Lau \| |                                       |                                                                                      |                              |         |   |   |   |   |   |   |        | |
| |                                       |                                                                                      |                              | Staffel |   |   |   |   |   |   |        | |
| Schauspieler | Rollenname                            | Rollenbeschreibung                                                                   | Spezies                      | 1       | 2 | 3 | 4 | 5 | 6 | 7 | Anzahl | Deutscher Synchronsprecher |
| Kate Mulgrew | Captain Kathryn Janeway               | Captain der USS Voyager                                                              | Mensch                       | ●       | ● | ● | ● | ● | ● | ● | 172    | Gertie Honeck |
| Robert Beltran | Commander Chakotay                    | Erster Offizier der USS Voyager, zuvor Mitglied des Maquis                           | Mensch                       | ●       | ● | ● | ● | ● | ● | ● | 172    | Frank-Otto Schenk |
| Robert Duncan McNeill | Lieutenant Tom Paris                  | Steuermann der USS Voyager                                                           | Mensch                       | ●       | ● | ● | ● | ● | ● | ● | 172    | Tom Vogt (Staffel 1–4), Erich Räuker (Staffel 5–7) |
| Tim Russ | Lieutenant Commander Tuvok            | Zweiter Offizier, Taktischer Offizier und Sicherheitsoffizier der USS Voyager        | Vulkanier                    | ●       | ● | ● | ● | ● | ● | ● | 170    | Christian Toberentz |
| Garrett Wang | Fähnrich Harry Kim                    | Einsatzoffizier der USS Voyager                                                      | Mensch                       | ●       | ● | ● | ● | ● | ● | ● | 170    | Michael Iwannek |
| Robert Picardo | Der Doktor                            | Medizinisch-Holografisches Notfallprogramm (MHN) der USS Voyager                     | Hologramm                    | ●       | ● | ● | ● | ● | ● | ● | 169    | Stefan Staudinger |
| Robert Picardo | Dr. Lewis Zimmerman                   | Ingenieur der Sternenflotte, Erfinder des MHN                                        | Mensch                       |         | • | • |   |   | • |   | 03     | Stefan Staudinger |
| Roxann Dawson | Lieutenant B’Elanna Torres            | Chefingenieurin der USS Voyager, zuvor Mitglied des Maquis                           | Mensch/Klingonin             | ●       | ● | ● | ● | ● | ● | ● | 166    | Arianne Borbach |
| Ethan Phillips | Neelix                                | Schiffskoch und Moraloffizier der USS Voyager                                        | Talaxianer                   | ●       | ● | ● | ● | ● | ● | ● | 163    | Michael Tietz |
| Jennifer Lien | Kes                                   | Krankenschwester der USS Voyager                                                     | Ocampa                       | ●       | ● | ● | • |   | • |   | 071    | Diana Borgwardt |
| Jeri Ryan | Seven of Nine                         | aus dem Borg-Kollektiv befreites Besatzungsmitglied der USS Voyager                  | Mensch/Borg                  |         |   |   | ● | ● | ● | ● | 102    | Anke Reitzenstein |
| Tarik Ergin | Lieutenant Ayala                      | Besatzungsmitglied der USS Voyager, zuvor Mitglied des Maquis                        | Mensch                       | •       | • | • | • | • | • | • | 120    | Uwe Jellinek (Folge 46, 141 & 170), Ulrich Johannson (Folge 70)                                                                                           |
| Majel Barrett | Computerstimme                        |                                                                                      |                              | •       | • | • | • | • | • | • | 103    | Elvira Schuster (Staffel 1–2), Margot Rothweiler (Staffel 2–7), Heidi Weigelt (Staffel 3)                                                                 |
| Martha Hackett | Fähnrich Seska                        | Besatzungsmitglied der USS Voyager, zuvor cardassianische Agentin im Maquis          | „Bajoranerin“/Cardassianerin | •       | • | • |   |   |   | • | 013    | Mo Asumang |
| Anthony De Longis | Maje Culluh                           | Anführer der Kazon-Nistrim                                                           | Kazon                        | •       | • | • |   |   |   |   | 05     | Dieter Memel |
| Josh Clark | Lieutenant Joseph Carey               | Ingenieur an Bord der USS Voyager                                                    | Mensch                       | •       |   |   |   | • | • | • | 07     | Andreas Conrad (Staffel 1, Pilotfolge), Michael Christian (Staffel 1), Walter Alich (Staffel 5), Ulrich Johannson (Staffel 6), Oliver Siebeck (Staffel 7) |
| Brian Markinson | Lieutenant Peter Durst                | Sicherheitsoffizier an Bord der USS Voyager                                          | Mensch                       | •       |   |   |   |   |   |   | 02     | Ulrich Johannson |
| unbekannter Säugling | Naomi Wildman                         | Besatzungsmitglied der USS Voyager                                                   | Mensch/Ktarianerin           |         | • | • |   |   |   |   | 02     | |
| Brooke Stephens | Naomi Wildman                         | Besatzungsmitglied der USS Voyager                                                   | Mensch/Ktarianerin           |         |   |   | • |   |   |   | 02     | Jill Böttcher |
| Scarlett Pomers | Naomi Wildman                         | Besatzungsmitglied der USS Voyager                                                   | Mensch/Ktarianerin           |         |   |   |   | • | • | • | 017    | Jill Böttcher |
| Vanessa Branch | Naomi Wildman                         | Besatzungsmitglied der USS Voyager                                                   | Mensch/Ktarianerin           |         |   |   |   |   |   | • | 01     | Gundi Eberhard |
| Nancy Hower | Fähnrich Samantha Wildman             | Wissenschaftsoffizierin an Bord der USS Voyager                                      | Mensch                       |         | • | • | • | • | • |   | 08     | Andrea Großmann |
| Simon Billig | Fähnrich Hogan                        | Besatzungsmitglied der USS Voyager, zuvor Mitglied des Maquis                        | Mensch                       |         | • | • |   |   |   |   | 07     | Ulrich Johannson |
| Raphael Sbarge | Crewman Michael Jonas                 | Besatzungsmitglied der USS Voyager, zuvor Mitglied des Maquis                        | Mensch                       |         | • | • |   |   |   |   | 06     | Gunnar Helm |
| Brad Dourif | Fähnrich Lon Suder                    | Besatzungsmitglied der USS Voyager, zuvor Mitglied des Maquis                        | Betazoid                     |         | • | • |   |   |   |   | 03     | Berno von Cramm |
| John de Lancie | Q                                     | allmächtiges Wesen                                                                   | Q                            |         | • | • |   |   |   | • | 03     | Hans-Werner Bussinger |
| Dwight Schultz | Lieutenant Commander Reginald Barclay | Ingenieur der Sternenflotte im Alpha-Quadranten                                      | Mensch                       |         | • |   |   |   | • | • | 07     | Florian Krüger-Shantin |
| Warren Munson | Admiral Owen Paris                    | Admiral der Sternenflotte, Vater von Tom Paris                                       | Mensch                       |         | • |   |   | • |   |   | 02     | Andreas Hanft (Folge 24), Alex Lutter (Folge 103) |
| Richard Herd | Admiral Owen Paris                    | Admiral der Sternenflotte, Vater von Tom Paris                                       | Mensch                       |         |   |   |   |   | • | • | 04     | Gerhard Paul |
| Alexander Enberg | Fähnrich Vorik                        | Ingenieur an Bord der USS Voyager                                                    | Vulkanier                    |         |   | • | • | • |   | • | 08     | Thomas Nero Wolff |
| Allan G. Royal | Captain Braxton                       | Offizier der Sternenflotte, Zeitreisender aus dem 29. Jahrhundert                    | Mensch                       |         |   | • |   |   |   |   | 02     | Victor Deiß |
| Bruce McGill | Captain Braxton                       | Offizier der Sternenflotte, Zeitreisender aus dem 29. Jahrhundert                    | Mensch                       |         |   |   |   | • |   |   | 01     | Victor Deiß |
| Susanna Thompson | Borg-Königin                          | Königin des Borg-Kollektivs                                                          | Borg                         |         |   |   |   | • | • | • | 04     | Katja Nottke |
| Alice Krige | Borg-Königin                          | Königin des Borg-Kollektivs                                                          | Borg                         |         |   |   |   |   |   | • | 02     | Katja Nottke |
| Martin Rayner | Dr. Chaotica                          | Holodeck-Romanfigur, Antagonist von Arachnia                                         | Hologramm                    |         |   |   |   | • |   | • | 03     | Bernd Schramm |
| Manu Intiraymi | Icheb                                 | aus dem Borg-Kollektiv befreites Besatzungsmitglied der USS Voyager                  | Borg/Brunali                 |         |   |   |   |   | • | • | 011    | Sebastian Schulz |
| Kurt Wetherill | Azan                                  | aus dem Borg-Kollektiv befreites Besatzungsmitglied der USS Voyager, Bruder von Rebi | Borg/Wysanti                 |         |   |   |   |   | • | • | 06     | Fabian Hollwitz |
| Cody Wetherill | Rebi                                  | aus dem Borg-Kollektiv befreites Besatzungsmitglied der USS Voyager, Bruder von Azan | Borg/Wysanti                 |         |   |   |   |   | • | • | 06     | Fabian Hollwitz |
| Marley McClean | Mezoti                                | aus dem Borg-Kollektiv befreites Besatzungsmitglied der USS Voyager                  | Borg/Norcadianerin           |         |   |   |   |   | • | • | 05     | Esra Vural |
| Marina Sirtis | Counselor Deanna Troi                 | Counselor der USS Enterprise NCC-1701 E                                              | Mensch/Betazoidin            |         |   |   |   |   | • | • | 03     | Ulrike Lau |

### AndereStar-Trek-Auftritte der Hauptdarsteller
Wie bei den Star-Trek-Serien üblich, hatten auch einige der Voyager-Stars Gastauftritte oder andere Rollen in anderen Serien oder Filmen des Franchise:
- Kate Mulgrew war als Admiral Janeway im zehnten Kinofilm zu sehen. Seit 2021 spricht sie das „Hologram Janeway“ und Admiral Janeway in der 3D-Computeranimationsserie Star Trek: Prodigy, bei der sie in der deutschen Synchronfassung erneut von Gertie Honeck gesprochen wird.
- Robert Beltran spricht Chakotay (inzwischen im Rang eines Captains) auch in der animierten Serie Star Trek: Prodigy.
- Robert Duncan McNeill spielte in Raumschiff Enterprise: Das nächste Jahrhundert (TNG) „Ein missglücktes Manöver“ den Pilotenkadetten Nicholas Locarno, der als Verantwortlicher für einen schweren Trainingsunfall galt. Im Grunde ist es dieselbe Rolle, die er auch in Voyager spielt. Allerdings änderte man den Namen von Nicholas Locarno in Tom Paris, um den Autoren der TNG-Episode keine Tantiemen zahlen zu müssen, und nahm auch in Voyager nie direkten Bezug zur TNG-Rolle. Aus Seriensicht handelt es sich um zwei unterschiedliche Charaktere. In der zweiten Staffel der animierten Serie Star Trek: Lower Decks verkörperte McNeill als Sprecher wieder die Rolle des Tom Paris und in der vierten Staffel erneut Nicholas Locarno.
- Tim Russ spielte einen Terroristen in einer TNG-Folge und einen namenlosen Lieutenant im siebten Kinofilm. Er war als Klingone und als Tuvok in zwei DS9-Folgen zu sehen. Bei letzterer handelte es sich jedoch um den Tuvok eines sogenannten Spiegel-Universums. In der dritten Staffel von Star Trek: Picard spielte er erneut Tuvok und einen Formwandler in Gestalt von Tuvok.
- Robert Picardo tauchte ebenfalls im achten Kinofilm als Medizinisch-Holografisches Notfallprogramm (MHN) auf. Er hatte auch einen Auftritt als Dr. Lewis Zimmerman, Schöpfer des MHN, in VOY und DS9. In der zweiten Staffel von Star Trek: Prodigy verkörperte er erneut das MHN.
- Ethan Phillips spielte sowohl in TNG als auch in ENT einen Ferengi. Darüber hinaus hatte er als Holodeck-Charakter einen Cameo-Auftritt im achten Kinofilm.
- Jeri Ryan spielte wieder ihre Rolle als Seven of Nine in Star Trek: Picard.

## Veröffentlichung
In den USA lief die Serie direkt nach dem Ende von Raumschiff Enterprise: Das nächste Jahrhundert an und somit fünf Jahre lang parallel zu Star Trek: Deep Space Nine. Nachdem Das nächste Jahrhundert und Deep Space Nine nicht über ein großes Network, sondern direkt an kleine Sender vertrieben wurden (Syndication), lief Voyager auf dem neu gegründeten United Paramount Network (UPN). Um Überschneidungen der Handlungen der beiden Serien zu vermeiden, wurde die Handlung in den weit entfernten Delta-Quadranten verlegt. Während die Serie Deep Space Nine das umfangreiche Star-Trek-Universum aus der Serie Raumschiff Enterprise: Das nächste Jahrhundert weiterentwickelte, spielte Raumschiff Voyager im „unentdeckten Raum“ und schloss sich daher eher an die Originalserie Raumschiff Enterprise aus den 1960er Jahren an.

## Rezeption

### Analyse und Interpretation
Einem Aufsatz von Doyle Leigh zufolge – erschienen in EPU Research Papers 10/2008 – zeichnet sich die Fernsehserie im Unterschied zu den Vorgängerproduktionen unter anderem dadurch aus, dass die Protagonisten die Androhung von Gewalt und deren Anwendung als probates Mittel der Konfliktlösung erachten.
Der US-Politologe George A. Gonzalez deutete Star Trek: Voyager als „metaphorisch verloren in den Entwicklungsländern“, für die der Delta-Quadrant eine Metapher sei. Besonders an Episoden wie Die Leere (Staffel 6) zeige sich, dass Voyager für moralisches bzw. prinzipientreues Verhalten und zugleich gegen pragmatisches Vorgehen – selbst unter demoralisierenden und gefährlichen Umständen – von Amerikanern bzw. Menschen aus der westlichen Welt argumentiere. Diesbezüglich nehme die Serie einen optimistischen Standpunkt ein, wohingegen sie gegenüber der Politik von Entwicklungsländern eine negative Sicht biete und insofern Überschneidungen mit neokonservativer Argumentation erkennbar seien. Dies zeige sich besonders an den Kazon, die in der Serie als „unermüdlich und unerbittlich feindschaftlich“ gegenüber der Voyager-Crew dargestellt würden.

### Auszeichnungen
- Die Serie war insgesamt 34-mal für einen Emmy nominiert und konnte ihn sieben Mal gewinnen.[5]
- Kate Mulgrew wurde 1998 mit einem Saturn Award als Best Genre TV Actress sowie dem Golden Satellite Award ausgezeichnet.
- Jeri Ryan erhielt 1999 ebenfalls den Golden Satellite Award und 2001 den Saturn Award als Beste Nebendarstellerin.

## Romane, Kurzgeschichten und Comics

### Überblick
Die Serie wurde bislang für 47 Romane adaptiert, von denen 32 auch in deutscher Übersetzung erschienen (Stand: Februar 2016). Bei fünf dieser Romane handelt es sich um Romanfassungen von Einzel- oder Doppelepisoden der Fernsehserie, darunter der Pilotfilm und der Abschlusszweiteiler. Außerdem erschien – bislang nur auf Englisch – die Anthologie Distant Shores, die 13 Kurzgeschichten enthält. Die Bücher erscheinen auf Englisch im Verlag Pocket Books, der zur Gruppe Simon & Schuster gehört, und auf Deutsch bis 2003 im Heyne Verlag, seit 2013 bei Cross Cult.

### Fortsetzung der Fernsehserie
Seit 2003 setzt Pocket Books die Serie nach dem Ende ihrer Handlung in Romanform fort. Bis Mai 2020 erschienen hier 15 Romane. Die ersten vier wurden durch Christie Golden verfasst. Ab dem fünften Roman werden sie von Kirsten Beyer geschrieben und handeln von der Voyager als Flaggschiff der Expeditionsflotte Full Circle, die die Sternenflotte in den Delta-Quadranten ausgesandt hat.